# Ropowica oczodołu
Ropowica oczodołu (łac. phlegmona orbitae) – ostra choroba zapalna oczodołu o etiologii bakteryjnej.
Do zakażenia najczęściej dochodzi drogą rozprzestrzeniania się infekcji, której źródło może stanowić:
- czyrak na twarzy,
- ropień okołozębodołowy,
- nieleczone zapalenie zatok.